# ニューヨーク市政府
ニューヨーク市政府 (ニューヨークしせいふ、Government of New York City) は、ニューヨーク市憲章 (New York City Charter) の下に組織された、"強い"市長＝議会制 (mayor-council system) をとるアメリカ合衆国ニューヨーク市の地方政府である。市長は選挙 (New York City mayoral elections) によって四年の任期で選ばれ、市政府の政権を担う。ニューヨーク市議会は51議席からなる一院制の議会で、各議員51の選挙区から各1名ずつ選出され、任期は四年である。法廷は二つの市裁判所と三つの州裁判所からなる。
ニューヨーク市政府は325,000人の職員を抱え、これはアメリカの市として最大の規模であり、州と比べてもカリフォルニア州、テキサス州、そしてニューヨーク州以外の州よりも大きい。この政府はアメリカの他のほとんどの市よりも中央集権的な制度を採用しており、政府は公立学校、矯正施設、図書館、公衆安全、娯楽施設、公衆衛生、給水、そして福祉などの事業を担っている。ニューヨーク市の政治地理学は独特である。五つの行政区で構成され、各行政区はニューヨーク州の一つの郡と範囲が一致する。マンハッタン区はニューヨーク郡、クイーンズ区はクイーンズ郡、ブルックリン区はキングス郡、ブロンクス区はブロンクス郡、そしてスタテンアイランド区はリッチモンド郡である。ニューヨーク市は1898年に五つの区が合併した現在の形となり、それぞれの郡の政府はニューヨーク市の中央集権政府に統合された。しかしながら、各郡は犯罪を起訴するための独自の地区検事 (District attorney) を擁しており、ほとんどの裁判所は各郡の中で組織されている。

## 行政府
ニューヨーク市の行政府は、市長 (Mayor)、市政監督官 (Public Advocate)、会計監査官 (Comptroller,)、および多くの部局 (department)、委員会 (board and commission) によって構成されている。市長はまた、市行政府の主要部局を統括するための副市長 (deputy mayor) を指名することができる。The City Recordは、法定休日を除く毎平日に発刊される官報であり、市の部局による法律上の通達事項が記されている。また法規に関しては、ニューヨーク市規則 (Rules of the City of New York) に綴られている。

### 市長

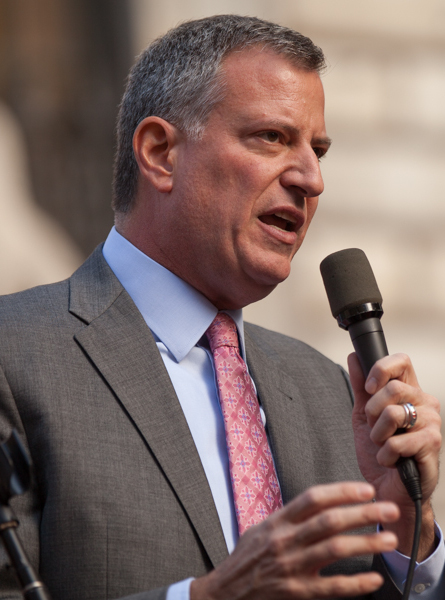
ビル・デ・ブラシオ市長

市長は、最高経営責任者であり判事である。選挙によって選ばれないすべての職員の任命と罷免を行い、法律による規定がない限り市に与えられたすべての権限を行使することができ、市政府の運営の効率性と統合性に責任を持つ。市長は市民による直接選挙によって選出され、任期は四年で、再選すれば最大で連続二期まで勤めることができる。

### 市政監督官
市政監督官 (Public Advocate) は、市のオンブズマンとして政府の広報活動（渉外事務）を円滑にするため、市の部局に関する苦情の調査や市の部局と市民との対立の仲裁を行い、市長に地域のつながりをアドバイスする、選挙によって選ばれる職員である。市政監督官は市議会のメンバーである。市政監督官は市長不在時に市長職を継ぐ第一候補である。

### 会計監査官
会計監査官 (Comptroller) は、市のすべての部局の業績評価と会計監査を行い、総額約$1600億の運用資産を持つ市の5つの公的年金基金の受託（信託）者として働き、市の予算および財政状況の包括的な監督を行い、市の誠実性、説明責任および会計遵守の契約に関する評価を行い、市に対する要望を公正で効率的かつ効果的に解決し、現行賃金率の設定家庭の透明性と説明責任を確保し、現行賃金および生活賃金法を施行する。会計監査官は市長不在時に市長職を継ぐ第二候補である。

## 立法府

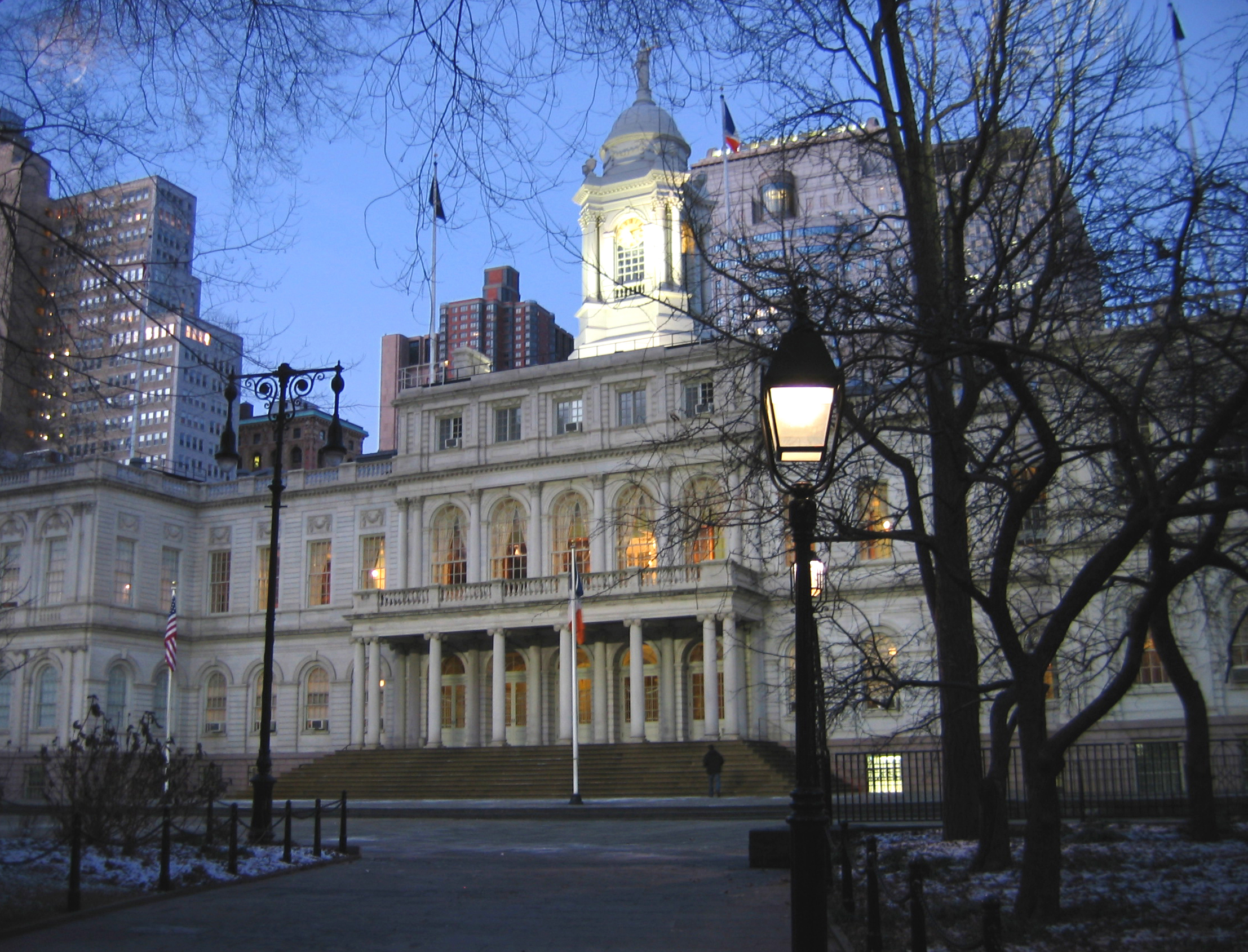
市政府の議席が置かれているニューヨーク市庁舎

ニューヨーク市の立法権はニューヨーク市議会に授与されている。過半数により可決された法案は市長に送られ、署名されることによって法律となる。もし市長がその法案に対する拒否権を発動すれば、議会は30日以内に再度3分の2を超える賛成を得れば拒否権を無効にすることができる。
議会は一院制で51議員からなる。51の各選挙区は選挙権を持つ人口が均等（約157,000人）になるように分割されている。議員は四年に一度の選挙で選出されるが、例外的に12で割り切れる年に行われる国勢調査の後には2年かけて選挙区の範囲調整が行われ、その二年目に新しい選挙区で選挙が行われる。
市議会議長は51人の議員による選挙で選ばれ、ニューヨーク市政府の中で市長の次に権力を持つ地位と見なされることが多い。
市議会は市政府の様々な機能を監視するためのいくつかの委員会を備えている。各議員は少なくとも三つの常任委員会、特別委員会または小委員会に所属しなければならない。常任委員会は少なくとも1ヶ月に一度は会合を設けなければならない。市議会議長、多数党のリーダー、および少数党のリーダーはすべての委員会の職務上のメンバーである。
ニューヨーク州憲法 (New York State Constitution) は地方政府に現地法 (local law) を提出・採択する権利を与えている。現地法はニューヨーク州議会 (New York State Legislature) によって制定された法律と同等の地位を持ち（一部例外および制約はある）条例 (ordinance)、決議 (resolution)、規則 (rule)、および規制 (regulation) のようなより古い形態の自治体立法 (municipal legislation) よりも優先される。ニューヨーク市の法典化された現地法はニューヨーク市行政法 (New York City Administrative Code) に含まれている。

## 司法府
ニューヨーク市法廷システムは、民事裁判所と刑事裁判所の二つの市裁判所、州最高裁判所、遺言検認裁判所、および家庭裁判所の三つの州裁判所によって構成されている。ニューヨーク州の他の地域と違って、ニューヨーク市は典型的な郡裁判所を持たない。五つの行政区すべてに州裁判所がそれぞれ置かれている。

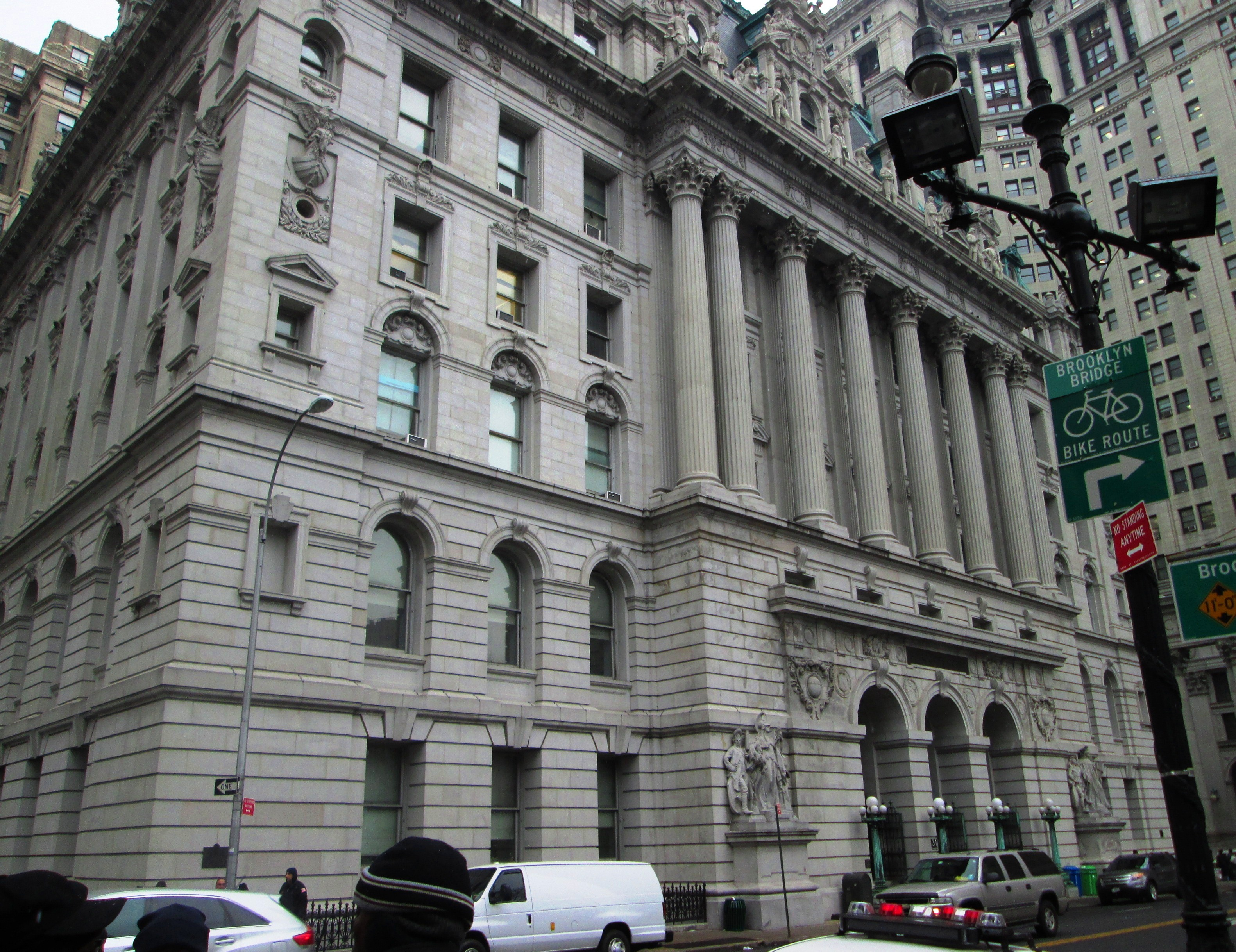
遺言検認裁判所庁舎 (en) にはニューヨーク州遺言検認裁判所 (New York Surrogate's Court) ニューヨーク郡支所の法廷が入っている。

ニューヨーク市刑事裁判所 (Criminal Court of the City of New York) は、微罪（一般的に罰金や一年以内の懲役刑で済む犯罪）、より軽度の違反、さらに罪状認否（逮捕後の初期出廷）、および重罪事件の予審（一般に懲役1年以上のより深刻な犯罪）を取り扱う。
ニューヨーク市民事裁判所 (Civil Court of the City of New York) は、$25,000以内の損害賠償請求に関する訴訟の判決、$5,000以内の少額請求に関する訴訟、大家＝賃借人の間の住宅争議、州最高裁によって委託された民事問題を取り扱う。この裁判所はニューヨーク州の全裁判所に提出された申請の約25%を扱っている。
また、郡ごとに置かれた州裁判所がいくつか存在する。ニューヨーク州最高裁判所 (Supreme Court of the State of New York) は、一般的管轄権の第一審裁判所である。ニューヨーク市内の州最高裁は重罪の訴訟および重大な民事訴訟の審問を行う。（より軽度の刑事および民事訴訟はそれぞれニューヨーク市刑事裁判所および民事裁判所で審問される。）ニューヨーク州遺言検認裁判所 (Surrogate's Court of the State of New York) は遺言検認裁判所であり、遺言の監督および財産の管理を行う。ニューヨーク州家庭裁判所 (Family Court of the State of New York) は家庭裁判所であり、子供と家族に関する訴訟の審問、児童虐待や育児放棄（児童保護）、養子縁組、子どもの監護権と子どもに会う権利、家庭内暴力、子どもの親権、児童非行、父性、生活指導を必要とする人 (PINS)、および養育費（児童支援）など関する争議を取り扱う。

## 郡、区およびコミュニティ政府
ニューヨーク市は5つの行政区または59のコミュニティ地区から構成されている。

### 地区検事
ニューヨーク市の5つの郡はそれぞれ地区検事 (District attorney) を四年の任期で選出する。その職務は、各郡の裁判所の裁判権内にあるすべての犯罪と違反を起訴することである。

### 区長

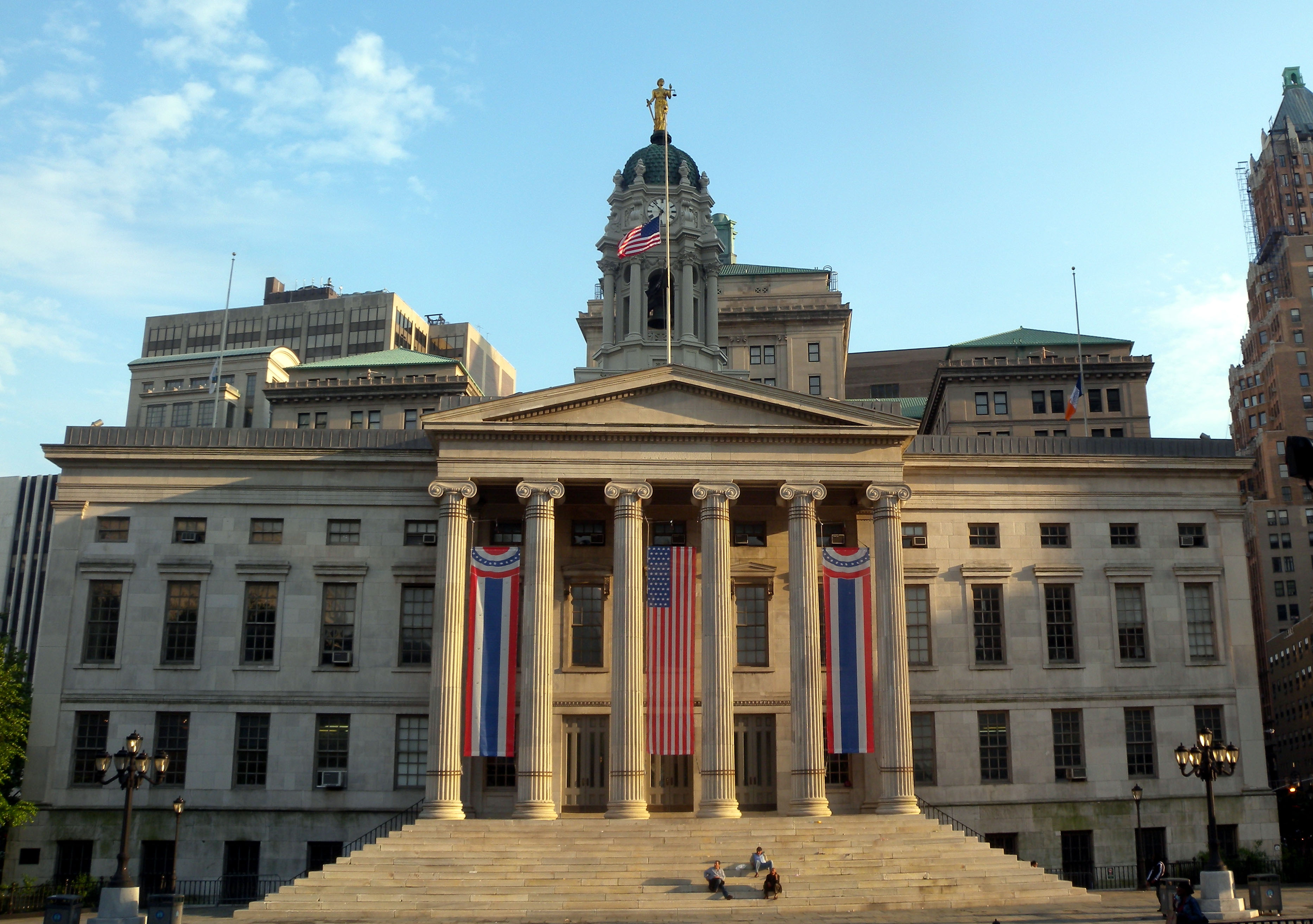
ブルックリン区庁舎 (en)

各行政区には選挙で選ばれた区長 (borough president) が置かれている。区長は議会で提出された法律の下、投資プロジェクトの推薦、公共の利益の事案の公聴会の開催、市長および他の市職員への勧告、土地利用および計画の推薦、公共サービスの提供を実施する契約の履行に関する推薦などを、区民の利益のために行う。

### 区委員会
各行政区は区委員会 (borough board) を持つ。この委員会は、区長、各行政区に所属する地区議会議員、および各行政区内の各コミュニティ・ボードの委員長により構成される。区委員会は、公開または非公開の聴聞会を開催し、条例 (by-law) の制定、総合または特別目的の立案、土地利用および計画の推薦、複数の委員会地区間の論争や対立の仲裁、経費および資本予算の優先順位と必要性の包括声明書の提出、部局によって提供されるサービスの量と質および資本開発の進捗の評価、および区に必要な事案の検討を行う。

### コミュニティ・ボード
各コミュニティ地区はコミュニティ・ボード（地域委員会）を持つ。各ボードは最大50名の投票権（議決権）を持つ議員からなる。その半数は、コミュニティ地区を代表する市議会議員（例えば、選出された市議会地区がコミュニティ地区の一部と重複している者）によって推薦された者の中から区長により二年の任期で毎年指名される。任期の制限はない。加えて、コミュニティ地区を代表する全ての市議会議員（例えば、選出された市議会地区がコミュニティ地区の一部と重複している者）は投票権（議決権）のない 職務上のボードメンバーである。コミュニティ・ボードは、その地区と住民の安泰に関わるあらゆる事項に関する公開または非公開の聴聞会または調査会を開催できる。そこで、関連部局の代理人の出席の要求、地域声明および資金需要の立案、および土地利用・計画の推薦を行うことができる。

## 紋章
ニューヨーク市章 (en) は1686年に初期のデザインが採用され、SIGILLVM CIVITATIS NOVI EBORACIという文が書かれている。これはそのまま"ニューヨーク市章" (The Seal of the City of New York) という意味である。Eboracumはラテン語でYorkを意味し、ヨーク公ジェームズ2世の爵位の名前である。 サポーターとして描かれた二人の人物は、ネイティブアメリカンと入植者の統一を表現している。四枚の風車の羽根はニューヨーク市がニューアムステルダムだったころのオランダの面影を残している。ビーバーと小麦粉樽は市の最も初期の貿易品である（ニューヨーク市の歴史参照）。紋章上部のクレストはアメリカ独立戦争後に追加されたアメリカン・イーグルである。下部の"1625"は市が創立された年である。
ニューヨーク市旗は1915年に導入された。青、白、オレンジの帯は、1620年代から1660年代の間ニューアムステルダムにたなびいていたオランダの旗の色を表している。中心にはニューヨーク市章がプリントされている。
市長室独自の旗も存在する。これは通常の市旗の青の部分に五芒星が追加されており、五つの行政区を表す。